# Trzalica
Trzalica je plastičen predmet, navadno trikotne oblike, uporaben za igranje kitare. Omogoča hitrejše ter bolj poudarjeno igranje, saj je zvok, ki ga odda struna, svetlejši ter bolj jasen. Navadno se jo drži med palcem in kazalcem.
Trzalico se po navadi uporablja ob igranju na akustično ali električno kitaro. Pri klasičnem igranju zaradi uporabe plastičnih strun ni potrebna.
Obstajajo trzalice različnih trdot, za začetnike pa so najbolj primerne mehke. Zelo trde so za začetnike povsem neprimerne, saj lahko utrgajo strune.
V rabi so trije formati: standard, velika trikotna in okrogla mala za jazz basiste. 
Poznamo več vrst trdot trzalic npr: mehke(soft)srednje-trda(medium),trda(hard).
velikosti: mehke od 0,23-0,46mm.srednje-trde od 0,56-0,80mm.trde pa od 0.80mm do 1,14mm.
mehke so začetnike kot je že rečeno lahko potregajo strune za akustične so bolše srednje trde, za električne kitare 
pa trde. Trzalice dela veliko izdelovalcev kitar npr. Ibanez, Yamaha, Fender, Gibson, Dunlop in mnogi drugi.